# اینرنتسل
اینرنتسل (به آلمانی: Innernzell) یک شهر در آلمان است که در بایرن واقع شده‌است.

## خصوصیات
اینرنتسل ۲۲٫۱۳ کیلومترمربع مساحت دارد ۶۳۶ متر بالاتر از سطح دریا واقع شده‌است.